# Cristóbal de Beña
Cristóbal de Beña (Madrid, 1777 - 1833), fue un poeta español.

## Biografía
No se poseen muchos datos sobre este autor. Nació en Madrid. Llegó a conocer perfectamente las literaturas inglesa y francesa. Al estallar la Guerra de la Independencia Española era uno de los redactores del Memorial Literario en Madrid junto a los hermanos Carnerero (José María y Mariano) y el médico Andrés Moya Luzuriaga. En 1808 publicó en la imprenta de Benito Cano de Madrid una «Oda al Triunfo de Zaragoza» de once páginas en 4º. Liberal, asistió en Cádiz a la redacción de la Constitución de 1812 y colaboró en el periódico gaditano Tertulia Patriótica. Ganó fama de poeta repentizador. Don Ángel de Saavedra, duque de Rivas, le trató por entonces. Marchó como militar a Londres en compañía de su superior, el general escocés John Downie (Stirling, 1777 - Sevilla, 1826), el tuerto creador de la llamada Legión extremeña, de la que fue coronel. En Londres Beña imprimió sus Fábulas políticas en 1813. Al regresar distribuyó la edición, que, en 1815, durante el gobierno absolutista de Fernando vii, fue mandada recoger, procesándose al autor. Además, tuvieron el honor de ser incluidas en el Index librorum prohibitorum de la Iglesia católica. Pregonan una sociedad igualitaria. Hay algunas republicanas, y otras anticlericales. La Inquisición de México prohibió esta obra en 1816. Con el Trienio Liberal, su madre solicitó y obtuvo la devolución de la edición secuestrada el 2 de abril de 1821. Se volvió a imprimir en 1820 en tres imprentas de Madrid, en una de Granada y en otra de Barcelona, y otra vez en Valencia en 1822 junto a varias de La Fontaine traducidas por Bernardo María de la Calzada adaptadas estas últimas a un sentido político. Se reimprimieron en Caracas en 1833, en la imprenta de Tomás Antero.
Beña publicó también una colección de sus poesías, elaboradas durante la Guerra de la Independencia, con el título La lyra de la libertad. Poesías patrióticas (Londres, 1813).

## Obras
- Fábulas políticas, (Londres, McDowall, 1813).
- La lyra de la libertad. Poesías patrióticas (Londres, 1813).
- Memorias y campañas de Carlos Juan, príncipe real de Suecia, Madrid, 1815.